# Isla Roncal
Isla Roncal es una isla del Perú situada en el océano Pacífico, perteneciente al departamento de Tumbes. Se encuentra en el golfo de Guayaquil y está separada de la costa peruana por un canal que oscila entre los 120 y 260 metros. La isla presenta unas dimensiones máximas de 2.1 km de largo por 0.7 de ancho, y cuenta con una superficie total de 0.56 km².
El clima es tropical seco lo que origina la presencia de bosques de manglares. La avifauna de la Isla Roncal está constituida principalmente por aves marinas, ya sean residentes o migratorias, que ocupan diferentes sustratos para anidar. La isla se emplea como destino turístico con botes que viajan alrededor de la isla a observar la diversidad de aves que existen en el lugar. 